# Węzeł autostradowy Dortmund-Nordwest
Węzeł autostradowy Dortmund-Nordwest (niem. Autobahnkreuz Dortmund-Nordwest, AK Dortmund-Nordwest, Kreruz Dortmund-Nordwest) – węzeł drogowy na skrzyżowaniu autostrad A2 i A45 (Sauerlandlinie) w kraju związkowym Nadrenia Północna-Westfalia w Niemczech. Nazwa węzła pochodzi od miasta Dortmund. Posiada podwójną numerację – numer 12 w ciągu A2 oraz numer 2 w ciągu A45. 

## Historia
Węzeł powstał jako połowa koniczynki z myślą o budowie przedłużenia A45 w kierunku północnym jako droga B474n, które nie powstało. W 2013 roku przebudowano węzeł do postaci trąbki prawostronnej.

## Natężenie ruchu
Przez węzeł przejeżdża dziennie około 110 tys. pojazdów.
| Z                     | Do                          | Średnie dzienne natężenie ruchu | Udział ruchu ciężkiego |
| --------------------- | --------------------------- | ------------------------------- | ---------------------- |
| AS Henrichenburg (A2) | AK Dortmund-Nordwest        | 73 900                          | 16,6%                  |
| AK Dortmund-Nordwest  | AS Dortmund-Nordost (A2)    | 90 400                          | 17,5%                  |
| AK Dortmund-Nordwest  | AK Castrop-Rauxel-Ost (A45) | 55 000                          | 11,0%                  |